# Corybas saprophyticus
Corybas saprophyticus là một loài thực vật có hoa trong họ Lan. Loài này được (Schltr.) Schltr. mô tả khoa học đầu tiên năm 1923.